# Citroën DS3
Citroën DS3 – samochód osobowy klasy aut miejskich produkowany przez francuską markę Citroën w latach 2010–2016. W latach 2016–2019 oferowany był pod marką DS jako DS 3.

## Historia modelu

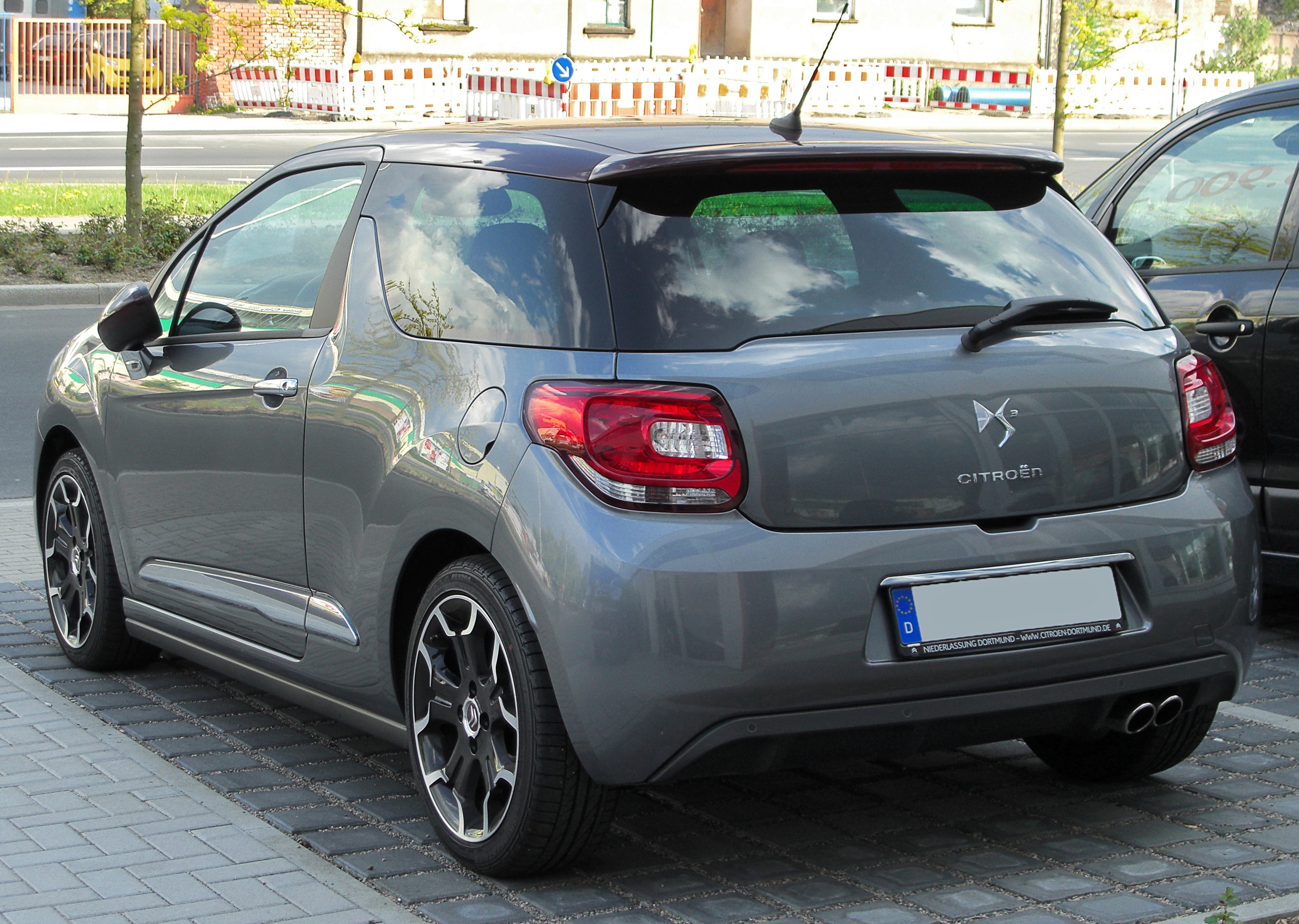
Citroën DS3 – tył przed liftingiem

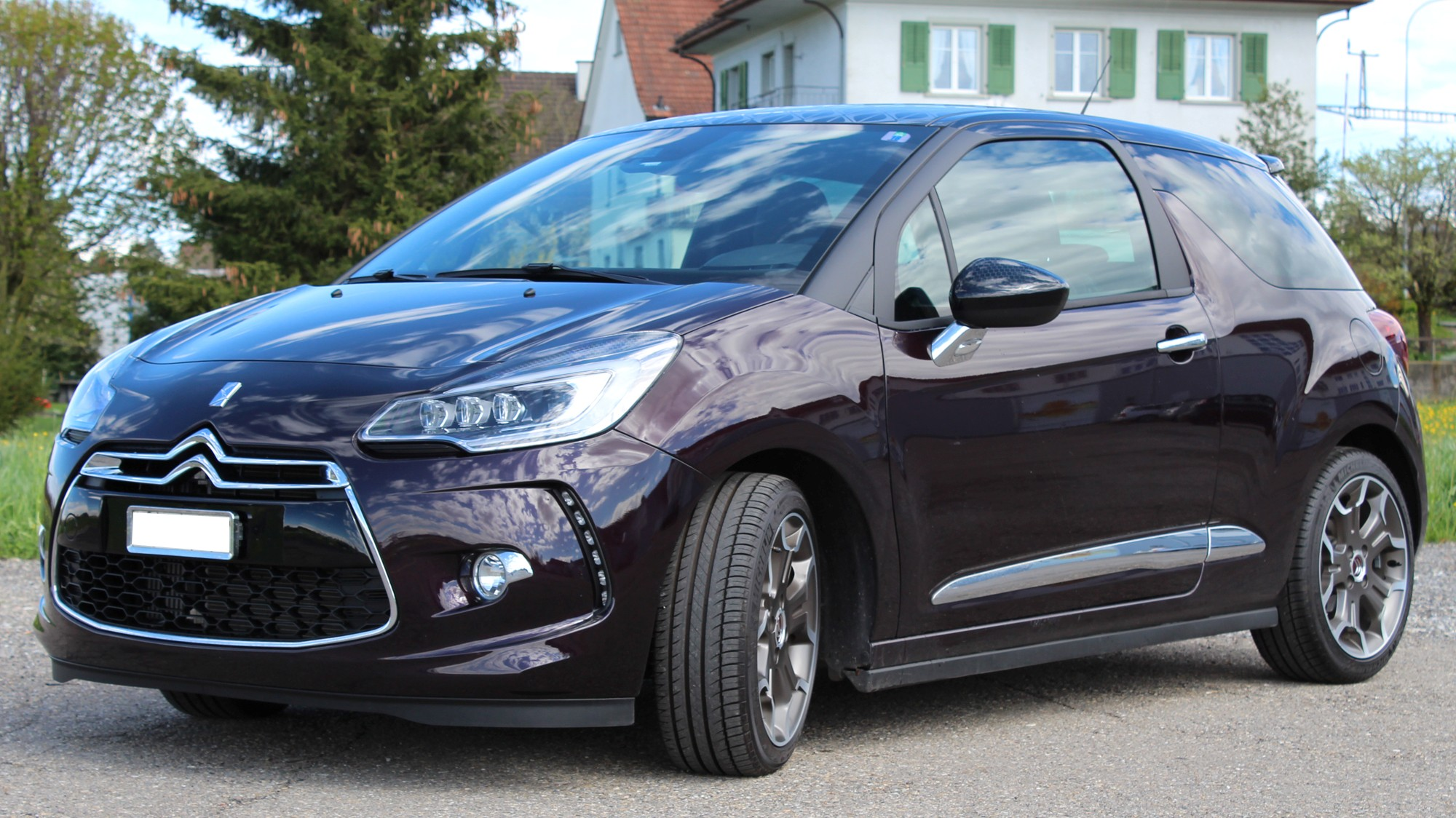
Citroën DS3 po liftingu

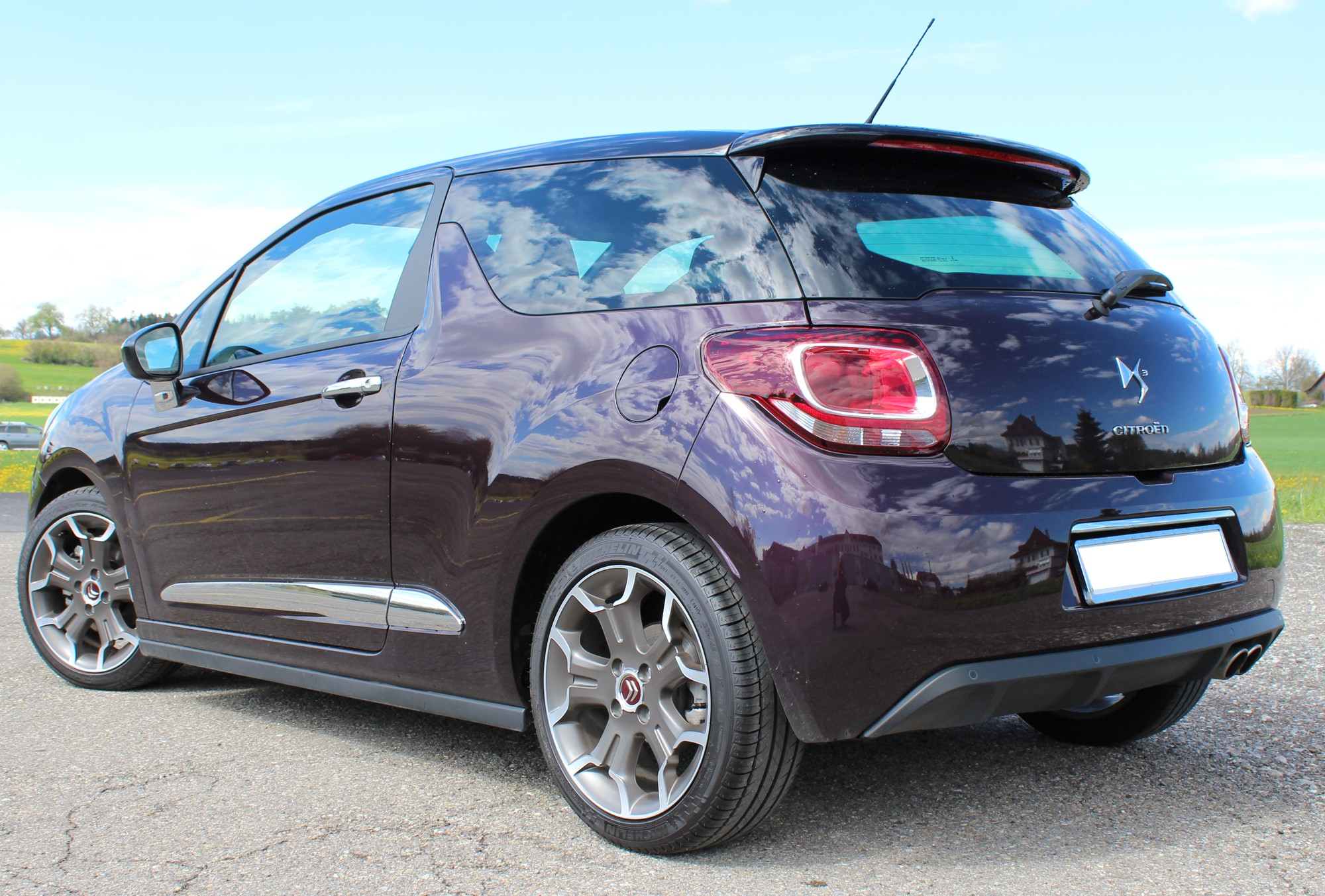
Citroën DS3 po liftingu - tył

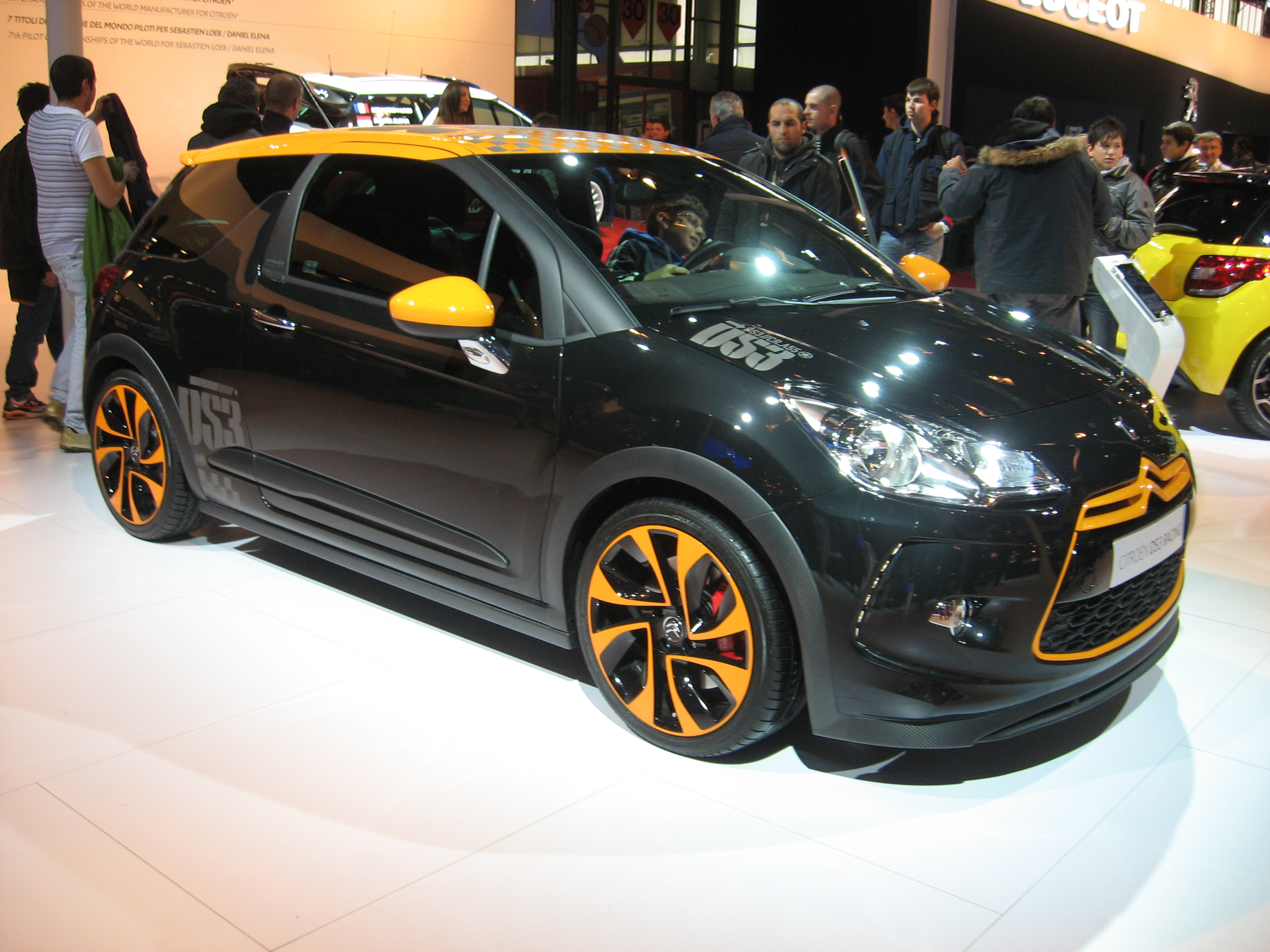
Citroën DS3 Racing

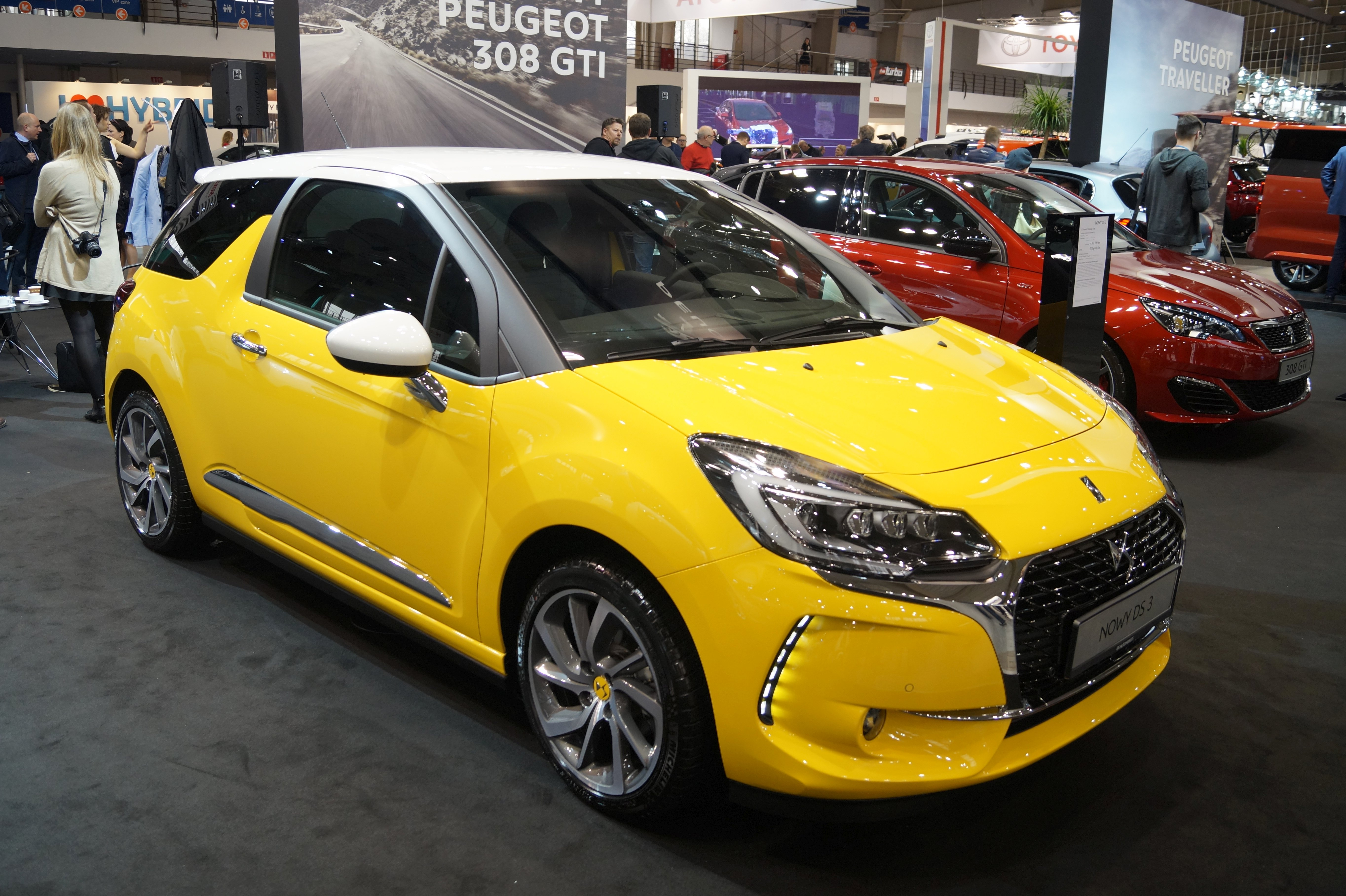
DS 3

Model DS3 jest pierwszym z serii modeli oznaczonych symbolem DS (Different Spirit), który nawiązuje do legendarnego Citroëna DS. Samochody tej serii mają być z założenia bardziej prestiżowe niż odmiany serii C. Samochód konstrukcyjnie oparty jest na drugiej generacji Citroëna C3. Koncepcyjna wersja modelu, nazwana Citroën DS Inside, została zaprezentowana w marcu 2009 roku podczas Geneva Motor Show. Wersja produkcyjna różni się od niej jedynie detalami.
Wiosną 2014 roku DS3 został poddany liftingowi. W samochodzie pojawiły się nowatorskie światła przednie składające się reflektorów ksenonowych połączonych z diodami LED. Ponadto do oferty wprowadzono dwie niezwykle oszczędne jednostki wysokoprężne BlueHDI o mocy 100 i 120 KM, które średnio w cyklu pomiarowym zużywają odpowiednio 3 i 3,6 l oleju napędowego na 100 km.

### Nadwozie
DS3 to klasyczny hatchback, mogący pomieścić we wnętrzu 5 osób, bagażnik ma pojemność 285 litrów. Długość nadwozia wynosi niecałe 4 metry. W bocznej części przedniego zderzaka, mogą znajdować się diody LED, służące do jazdy dziennej. Dach jest stylistycznie i kolorystycznie odcięty od reszty nadwozia. Boczny, trójkątny słupek, przypomina płetwę rekina.

### Personalizacja
Samochód może być polakierowany na jeden z 11 kolorów, dodatkowo można wybrać jeden z 4 kolorów dachu, który jednocześnie może być ozdobiony jednym z 4 motywów stylistycznych. Osobno można także wybrać lakierowanie lusterek bocznych. Felgi aluminiowe mogą być wybrane spośród 12 modeli, które kolorystycznie dopasowane są do koloru nadwozia lub dachu. 
We wnętrzu oferowane są różne warianty stylistyczne listwy, która pokrywa część deski rozdzielczej, może być polakierowana na jeden z 8 kolorów. Występuje także 7 odmian stylizacyjnych dźwigni zmiany biegów. Dywaniki wyróżnione są taką samą fakturą, co dach. Fotele mogą być pokryte jedną z 8 odmian tapicerek, w tym trzech skórzanych.

### Citroën DS3 Racing
Podczas salonu samochodowego w Genewie w 2010 roku zaprezentowana została najmocniejsza wersja modelu DS3, przygotowana przez inżynierów Citroën Racing. Zostanie wyprodukowanych zaledwie 2000 egzemplarzy, model trafił na rynek na początku 2011 roku. Samochód ma poszerzone nadkola oraz jest wyposażony w szereg elementów stylistycznych i aerodynamicznych. Auto fabrycznie porusza się na 18-calowych felgach aluminiowych. Wnętrze zostało wykończone w sportowym stylu, z wykorzystaniem włókna węglowego, wyposażone w głęboko profilowane fotele. Auto dostępne jest w dwóch wersjach kolorystycznych: czarna karoseria (Noir Onyx) z pomarańczowym dachem i innymi elementami lub białe nadwozie (Blanc Banquise) z szarym dachem i wykończeniem.
DS3 R napędzany jest silnikiem 1.6 THP o mocy zwiększonej do 207 KM, połączony z 6-biegową manualną skrzynią biegów.
Podwozie zostało zmodyfikowane, rozstaw kół z przodu i z tyłu został zwiększony o 30 mm, a zawieszenie obniżone o 15 mm. Auto zostało wyposażone w system ESP, który może być całkowicie wyłączony.

### DS 3
W 2016 roku, wraz z procesem wydzielania wszystkich modelu linii modelowej DS do oddzielnej marki samochodów o prestiżowym nacechowaniu także Citroën DS3 jako ostatni z gamy przeszedł kolejną modernizację mającej nadać cechy charakterystyczne dla marki DS. Pojawił się nowy, większy grill zdobiony przez logo marki, przemodelowany zderzak, reflektory, a wszystkie emblematy typowe dla Citroena zastąpiły logotypy DS.

### Wersja rajdowa
W 2011 roku na rajdowych trasach zadebiutowała rajdowa wersja modelu DS3. Samochód zastąpił Citroëna C4 WRC i jest napędzany 300-konnym silnikiem o pojemności 1,6 litra. Moc przekazywana jest na cztery koła za pośrednictwem 6-biegowej sekwencyjnej skrzyni biegów.

### Silniki
Samochód standardowo może być wyposażony w 3 silniki benzynowe oraz 3 warianty wysokoprężne. Napęd przenoszony jest na koła przednie za pośrednictwem manualnej lub automatycznej skrzyni biegów. Dwa słabsze silniki benzynowe i słabsze silniki Diesla wyposażone są w skrzynię 5-biegową, natomiast najmocniejsze wersje łączone są ze skrzynią 6-biegową. Ponadto silnik 1.6 VTi występuje także z automatyczną 4-biegową przekładnią.

### Dane techniczne[2]
| Silnik      | Moc maksymalna KM przy obr./min | Maks. moment obrotowy Nm przy obr./min | Przyśpieszenie (0-100 km/h) | Prędkość maksymalna | Średnie zużycie paliwa na 100 km |
| ----------- | ------------------------------- | -------------------------------------- | --------------------------- | ------------------- | -------------------------------- |
| 1.4 VTi 16V | 95/6000                         | 136/4000                               | 11.8 s                      | 184 km/h            | 5,8 l                            |
| 1.6 VTi     | 120/6000                        | 160/4200                               | 8,9 s (12,2 s)              | 190 km/h            | 5,9 l (6,9 l)                    |
| 1.6 THP 155 | 156/6000                        | 240/1400                               | 8,1 s                       | 210 km/h            | 5,8 l                            |
| 1.6 THP 200 | 207/6000                        | 275/2000                               | 6,5 s                       | 235 km/h            | 6,4 l                            |
| 1.4 e-HDi   | 68/4000                         | 160/2000                               | 16,2 s                      | 165 km/h            | 3,4 l                            |
| 1.6 e-HDi   | 92/4000                         | 230/1750                               | 11,3 s                      | 180 km/h            | 3,6 l                            |
| 1.6 e-HDi   | 112/3600                        | 270/1750                               | 9,8 s                       | 189 km/h            | 4,5 l                            |

Dane techniczne wersji na 2013 rok:
| Silnik (modele 2013) | Moc maksymalna KM przy obr./min | Maks. moment obrotowy Nm przy obr./min | Przyśpieszenie (0-100 km/h) | Prędkość maksymalna | Średnie zużycie paliwa na 100 km |
| -------------------- | ------------------------------- | -------------------------------------- | --------------------------- | ------------------- | -------------------------------- |
| 1.2 VTi              | 82/5750                         | 118/2750                               | 12.3 s                      | 174 km/h            | 4,5 l                            |
| 1.4 VTi 16V (MA5)    | 95/6000                         | 136/4000                               | 10,6 (13,2) s               | 184 (184)km/h       | 5,8 (5,5) l                      |
| 1.6 VTi              | 120/6000                        | 160/4200                               | 8,9 s (10,9) s)             | 190 (190) km/h      | 5,9 l (6,6 l)                    |
| 1.6 THP 155          | 156/6000                        | 240/1400                               | 8,1 s                       | 210 km/h            | 5,8 l                            |
| 1.6 THP 200          | 207/6000                        | 275/2000                               | 6,5 s                       | 235 km/h            | 6,4 l                            |

W nawiasach dane dla automatycznej skrzyni biegów.